# Hermann Colshorn

Hermann Colshorn

Hermann Colshorn (* 16. September 1853 in Kattenturm bei Bremen; † 6. August 1931 auf Gut Wiedenhausen) war ein deutscher Politiker, Mitglied der Deutsch-Hannoverschen Partei (DHP), Mitglied der Weimarer Nationalversammlung und Reichstagsabgeordneter (1903–1924).

## Biografie
Colshorn besuchte während seiner Ausbildung mehrere Privatschulen und verbrachte als Kaufmann viele Jahre in England und Russland. Als Rittergutbesitzer lebte er auf dem Gut Wiedenhausen an der Aller (heute Landkreis Heidekreis in Niedersachsen) in der damaligen preußischen Provinz Hannover.
Von 1903 bis 1907 war Colshorn Abgeordneter im Deutschen Reichstag für den Wahlbezirk Provinz Hannover 5 (Melle-Diepholz).
In der Zeit der Weimarer Nationalversammlung arbeitete er als Hospitant der Zentrumsfraktion für die deutsch-hannoversche Freistaatsbewegung, die seit der Annexion des Königreichs Hannover durch Preußen für einen unabhängigen Staat Hannover im Reichsverbund kämpfte. Der Kompromiss des Artikels 18 der Weimarer Verfassung, in der die „Gliederung des Reichs in Länder … unter möglichster Berücksichtigung des Willens der beteiligten Bevölkerung“ verwirklicht werden sollte, geht unter anderem auf die Vorschläge Colshorns und der DHP zurück.
Während des Kapp-Putsches wurde er am 16. März 1920 kurzzeitig verhaftet. Der kommandierende General von Hülsen hatte angeblich „sichere Beweise“ in der Hand, dass große deutsch-hannoversche Truppenkontingente im Anmarsch auf Hannover seien und einen gewaltsamen Putschversuch in Hannover – den so genannten Welfenputsch – versuchen würden. Von Juni 1920 bis März 1924 arbeitete er im Reichstags-Ausschuss für die oberschlesische Frage und befasste sich mit den Ersatzansprüchen für durch Kriegsschäden und Landabtretungen entstandene Schäden. Ab Februar 1923 war er im Reichstag Mitglied im Ausschuss für Verkehrsangelegenheiten.